# P.C. 49
P.C. 49 est un héros créé pour la radio en 1947. Il sera adapté au cinéma dès 1949, puis en bandes dessinées dès 1950 et enfin en romans pour enfants à partir de 1951.

## Le héros de la BBC (1947-1953)
En 1947, la télévision n’a pas encore pénétré les foyers britanniques mais la radio est, elle, bien présente. Parmi les différents programmes les plus prisés figurent des feuilletons ou encore des dramatiques. C’est dans ce cadre qu’est créé en 1947, P.C. 49. L’acronyme correspond au Police Constable #49 dont le nom véritable est Archibald Berkeley Willoughby, bobby anglais qui officie au sein du département Q de la Metropolitan Police. Il est fiancé à Joan Carr qui au fil des années va devenir sa femme, a pour supérieurs l’inspecteur Wilson et le sergent Wright.
Cette création est due à un auteur australien, Alan Stranks (1903-1959), qui concocte des aventures policières mâtinées d’un humour bon enfant.
C’est Brian Reece (1913-1962) qui endosse le costume du constable, tandis que Joy Shelton (1922-2000) joue le rôle de sa petite amie, Leslie Perrins (1901-1962) celui de l’inspecteur Wilson et enfin Eric Philips du sergent.
Outre Stranks on retrouve comme scénariste Vernon Harris (1905-1999) également le producteur du feuilleton. Dans un premier temps la BBC ne commande que 5 épisodes qu’elle retransmet le lundi soir à 21 :30. Il n’en faut pas plus pour que le public morde à l’hameçon. Une deuxième série de 6 histoires est diffusée dès le mois de juin 1948. Le succès est total au point qu’une troisième série est lancée dès le mois d’août mais cette fois-ci honneur suprême le vendredi soir à 20 :30.
Dès lors les personnages ne pouvaient qu'être repris au cinéma (cf. infra).
C’est ainsi 11 séries et 122 aventures qui vont se succéder jusqu’en mai 1953. Si l’on connaît les titres, dates de diffusion et parfois scripts des épisodes, seules deux émissions subsistent dans les archives de la BBC, toutes les autres ont disparu. Certains épisodes ou bouts d'épisodes ont été miraculeusement retrouvés mais il n'en subsiste aujourd'hui que 11.

## Une vedette de l’écran (1949-1951)
En 1946 Hammer Film reprend ses activités interrompues par la guerre. A l’époque la petite maison londonienne ne s’est pas encore fait un nom dans l’horreur, son incursion dans ce domaine ne commencera qu’en 1957. 
En revanche la production de ces premières années d’après-guerre est marquée par des documentaires comme Candy’s Calendar ou Cornish Holidays et essentiellement des films policiers dont le personnage le plus célèbre est Dick Barton.
Dès lors l’adaptation de P.C. 49 semblait inévitable. C’est chose faite en 1949 avec The Adventures of P.C. 49: Investigating the Case of the Guardian Angel (1949). Si Stranks et Harris sont bien au scénario, assez curieusement les vedettes de la radio sont remplacées par Hugh Latimer (1913-2006), Patricia Cutts (1926-1974) et Arthur Brander. Seul Eric Philipps continue d’incarner son personnage de sergent Wright.
Notre bobby brave les rigueurs de l’hiver, réconforté par la thermos de café que lui apporte sa gentille fiancée mais il ne peut rien faire contre un gang qui vole un camion rempli de caisses de whisky. Les malfaiteurs sont dangereux puisqu’ils n’ont pas hésité à tuer l’un des gardes de la Cullen’s Company.
Quelque temps tard, c’est un camion rempli de cigarettes qui est également volé alors qu’il mange avec sa fiancée dans un workman’s cafe. Cette fois c’est le conducteur du camion qui est abattu. Archibald va se faire passer pour un truand afin d’infiltrer le gang.
En 1951, Hammer sort la deuxième et dernière aventure cinématographique du bobby, A Case for PC 49. Si Stranks et Harris sont toujours au scénario, Brian Reece et Joy Shelton récupèrent leurs rôles tandis qu’Eric Philipps perd le sien au profit de Campbell Singer. Quant à l’inspecteur Wilson c’est un troisième larron, Gordon McLeod, qui va camper le personnage.
Cette fois-ci, Archibald est confronté à un vol de bijoux et au meurtre d’un millionnaire.

### Fiche des films
The Adventures of P.C. 49: Investigating the Case of the Guardian Angel (1949)
Réalisateur : Godfrey Grayson -67 minutes – Noir et Blanc
A Case for P.C. 49 (1951)
Réalisateur : Francis Searle -80 minutes – Noir et Blanc

## Un héros de papier (1950-1957)
Bien qu’étant initialement destiné à un public adulte, P.C. 49 avait rapidement fédéré les familles entières. Il était donc tentant d’en faire aussi un personnage de bandes dessinées. Le lancement de l’hebdomadaire Eagle en avril 1950 va permettre cela.
Ce passage amène une transformation qui nous parait assez ridicule aujourd’hui: à savoir la disparition de Joan Carr, la petite amie du policier, et son remplacement par le "Boys Club", bande de gamins dont s’occupe notre bobby et qui dans une certaine mesure peut faire office de Baker Street Irregulars.
Les premières histoires sont dessinées par Strom Gould (1910-1992)  mais dès Août 1951 c’est John Worsley qui prend le relai. C’est lui qui officiera désormais jusqu’à l’arrêt de la série en mars 1957 avec The Case of the TV Terror. Son style de dessin, moins académique que celui de son prédécesseur fait penser à celui de René Follet. Les scénarios sont assurés par Alan Stranks qui recycle parfois, en les modifiant quelque peu, certaines de ses dramatiques radio.
Outre les livraisons hebdomadaires, le personnage apparaît également dans des numéros annuels équivalents à des almanachs et autres florilèges. Dans ces cas les histoires sont nettement plus courtes et se limitent à une simple péripétie.

## Un personnage littéraire (1951-1953)
Juvenile Production Ltd publie pour Noël 1951 un recueil de trois nouvelles écrites par Alan Stranks et illustrées par F. G. Moorsom. Le tout étant accompagné de petits articles sur la Metropolitan Police et d’un texte de Brian Reece qui interprète le fameux constable à la radio.
P.C. 49 (1951)
- The Case of the Red Bicycle
- The Case of the Black Monkey
- The Case of the Green Marbles

Même formule pour Noël 1952 avec le même duo illustrateur/auteur et bien sûr même maison d’édition.
On Duty With P.C. 49 (1952)
- T'he Case of the Rank Oursider
- The Case of the Master Forger
- The Case of the Captive Tadpole

C’est à Preview Publications qu’échoit le rôle d’éditeur du troisième livre dès 1953. Cette fois-ci John Worsley reprend les illustrations. Mais à ce détail près la recette est la même que précédemment.
On the Beat With PC 49 (1953)
- The Case of the Laughing Man
- The Case of Bunny's Christmas Box
- The Case of the Sinister Secret

La même année, toujours chez Preview, publication du premier album de BD. Il s’agit d’épisodes parus dans Eagle et dessiné par Worsley. C’est d’ailleurs la première aventure d’Archibald dessinée par Worsley qui ouvre le recueil.
P.C. 49 "Eagle" Strip Cartoon Book (1953)
- The Case of the Terrible Twins
- The Case of the Curious Crab
- The Case of the Golden Eagle

Pour la rentrée de septembre 1954, les écoliers pouvaient trouver en librairie, le deuxième album BD. La provenance est toujours la même, Eagle, mais l’éditeur est cette fois Andrew Dakers Ltd. À noter que la dernière aventure est une nouvelle et non une BD.
P.C. 49 "Eagle" Strip Cartoon Book Number 2 (1954)
- The Case of the Little Black Prince
- The Case of the Looted Lorries
- The Case of the Little Cop

Abandon des phylactères et retour aux nouvelles dans le dernier volume, toujours chez Andrew Dakers Ltd. À noter que les trois premières histoires reprennent les scénarios d’épisodes radio.
P.C. 49 Annual (1955)
- The Case of the Million Dollar Baby (émission du 20.01.49)
- The Case of the Giant Marrow (émission du 25.11.48)
- The Case of the Big Needle (émission du 07.11.49)
- The Case of the Feathered Smuggler

Pour les 40 ans de la création d’Eagle, Hawk Books réédita trois autres aventures de P.C. 49, toujours avec des dessins de John Worsley.
Eagle Classics - The Adventures of P.C. 49 (1990)
- The Case of the Spotted Toad
- The Case of the Magnificent Mouse
- The Case of the Old Crock